# دوغ بلاند
دوغ بلاند (بالإنجليزية: Doug Bland)‏ هو شخصية أعمال أمريكي، ولد في 14 يوليو 1970 في مرسيليا في الولايات المتحدة.